# Hr.Ms. Gouden Leeuw (1932)
Hr.Ms. Gouden Leeuw was een Nederlandse mijnenlegger van de Prins van Oranjeklasse, gebouwd door de scheepswerf De Maas in Slikkerveer. Op 8 december 1932 vertrok de Gouden Leeuw, die net als het zusterschip de Prins van Oranje was bedoeld voor Nederlands-Indië, naar de Oost. Tijdens de overtocht deed het schip de volgende havens aan: Algiers, Alexandrië, Aden en Colombo. Na een tocht van 50 dagen arriveerde het schip op 27 januari 1933 in de haven van Sabang.

## De Gouden Leeuw tijdens de Tweede Wereldoorlog
Tijdens de Tweede Wereldoorlog was de Gouden Leeuw gestationeerd in Nederlands-Indië. Van september 1939 tot januari 1942 legde de Gouden Leeuw mijnen bij Balikpapan, Tarakan en Soerabaja. In december 1941 vertrok de Gouden Leeuw samen met de Krakatau en Soemba naar Ambon om daar een mijnenveld te leggen. Nadat de Gouden Leeuw in januari 1942 was teruggekeerd in Soerabaja werd het schip ingedeeld bij het onderdeel dat de rede van Soerabaja moest verdedigen.
Commandant van de Marine in Soerabaja, schout-bij-nacht P. Koenraad vaardigde op 17 februari 1942 de geheime order KPX uit. Deze order is bedoeld voor de mijnenleggers Krakatau en Gouden Leeuw en de mijnenvegers van de 2e divisie mijnenvegers in Nederlands-Indië de Jan van Amstel, Pieter de Bitter, Eland Dubois en Abraham Crijnssen. Bij het krijgen van het sein KPX moesten deze schepen in veiligheid worden gesteld door uit te wijken naar een andere haven.
Het schip legde onder meer mijnen in de Straat Madoera, Bocht van Toeban en nabij Rembang. Op 7 maart 1942 werd de Gouden Leeuw door de eigen bemanning in het Westervaarwater op de rede van Soerabaja tot zinken gebracht.